# Kajdak
Kajdak ili Sor Kajdak (rus. Залив Кайдак) je uska uvala ili rukavac na istočnom kraju Mrtvog Kultuka (bivši Komsomolets), zaljeva na kazahstanskoj obali Kaspijskog jezera. Smještena na kopnenom kraju zaljeva, čini istočnu granicu poluotoka Buzači, na sjeveru poluotoka Mangišlak. Uvala je bila plitka i duboko usječen u obalu pružajući se na istok, a zatim otprilike prema jugu u smjeru SSW. Kao i svi plitki zaljevi na istočnim obalama Kaspijskog mora, imao je visoku slanost.
Na isti način kao i Mrtvi Kultuk, zaljev Kajdak je u prošlosti imao jasnu obalu, ali 1990-ih i 2000-ih, s višom razinom Kaspijskog mora, voda je prodrla u unutrašnjost kroz vrat zaljeva stvarajući močvare natopljene vodom. U vrijeme većeg vodostaja i zaljev i uvala su bili ispunjeni vodom Kaspijskog mora. Voda u plitkom zaljevu bila je upečatljivih boja u kojima su prema godišnjim dobima prevladavali nježni tonovi plave ili smeđe.
Sa smanjenjem razine Kaspijskog mora 2020-ih kao rezultat globalnog zatopljenja i povećanog isparavanja, zaljev Kajdak postao je suh.

## Kartografija
Područje je kartirao Fedor Ivanovič Soimonov tijekom Kaspijske ekspedicije, koja je istraživala Kaspijsko jezero od 1719. do 1727., ali ga je tek kasnije točno opisao G.S. Kareljin 1832.

## Vanjske poveznice
|  | Zajednički poslužitelj ima još gradiva o temi Kajdak |

- Bioraznolikost Kaspijskog mora
- Pregled nafte i prirodnog plina u regiji Kaspijskog mora Zadnje ažuriranje: 26. kolovoza 2013.